# Bischofssprengel Magdeburg
Der Bischofssprengel Magdeburg ist eine Untergliederung der Evangelischen Kirche in Mitteldeutschland (EKM). In den zwei Bischofssprengeln der Landeskirche sind mehrere Kirchenkreise zu einem gemeinsamen Aufsichtsbezirk zusammengefasst, dem ein oder zwei Regionalbischöfe vorstehen.

## Lage und Gliederung
Der Bischofssprengel umfasst den nördlichen Teil der Landeskirche bestehend aus dem größten Teil des Landes Sachsen-Anhalt (ohne das Gebiet des Herzogtums und späteren Freistaates Anhalt), einigen benachbarten Gebietsanteilen in Brandenburg (vor allem im Landkreis Elbe-Elster), Sachsen (vor allem im Landkreis Nordsachsen) und Thüringen (vor allem im Landkreis Sömmerda).
Der Sprengel hat ein Büro in 39104 Magdeburg, Am Dom 2 und ein zweites Büro in 06108 Halle/Saale, Puschkinstraße 27.
Den Büros sind die folgenden Kirchenkreise zugeordnet.
- Büro Magdeburg
  - Elbe-Fläming
  - Halberstadt
  - Haldensleben-Wolmirstedt
  - Halle-Saalkreis
  - Bad Liebenwerda
  - Stendal
  - Wittenberg
- Büro Halle
  - Egeln
  - Eisleben-Sömmerda
  - Magdeburg
  - Merseburg
  - Naumburg-Zeitz
  - Salzwedel
  - Torgau-Delitzsch

## Geschichte
Am 1. Januar 2022 wurden der Propstsprengel Stendal-Magdeburg und der Propstsprengel Halle-Wittenberg zum Bischofssprengel Magdeburg vereinigt.
Der Regionalbischof Johann Schneider (Büro Halle) und die 2022 neu gewählte Regionalbischöfin Bettina Schlauraff (Büro Magdeburg) arbeiten im Team und sind gemeinsam für den Bischofssprengel Magdeburg verantwortlich.